# (13704) Aletesi
(13704) Aletesi est un astéroïde de la ceinture principale.

## Description
(13704) Aletesi est un astéroïde de la ceinture principale. Il fut découvert le 13 août 1998 à San Marcello Pistoiese par Luciano Tesi. Il présente une orbite caractérisée par un demi-grand axe de 3,05 UA, une excentricité de 0,12 et une inclinaison de 5,6° par rapport à l'écliptique.

## Compléments